# Emma Vorlat
Emma Vorlat (Antwerpen, 24 oktober 1929 - Leuven, 10 november 2017) was een Belgische germanist, vrouwenrechtenactivist en hoogleraar aan de Katholieke Universiteit Leuven. Ze was de eerste vrouwelijke vicerector van deze universiteit.

## Levensloop
Emma Vorlat promoveerde in 1963 aan de KU Leuven tot doctor in de Engelse taalkunde. In 1971 werd ze er gewoon hoogleraar in de Engelse taalkunde. In 1985 benoemde rector Roger Dillemans haar tot groepsvoorzitter Humane Wetenschappen; ze was de eerste vrouwelijke vicerector van de universiteit. In haar latere carrière was ze eveneens voorzitter van de onderwijsraad en bestuurslid van de KU Leuven. Vorlat was een voorvechtter van vrouwenrechten. In haar pleidooi Open brief aan de vrouwen uit 1973 verdedigde ze een nieuw humanisme waarin mannen gevoelig mochten zijn en vrouwen verstandig. In 1988 was ze medeoprichter van de denkgroep Vrouw en Universiteit en nog later leidde ze de interfacultaire raad Vrouw-Man-Universiteit. Ook was Vorlat voorzitter van de Universiteit Derde Leeftijd Leuven.
Ze overleed in november 2017. In 2019 werd het auditorium in het Leercentrum AGORA naar haar vernoemd.